# Ida Straus

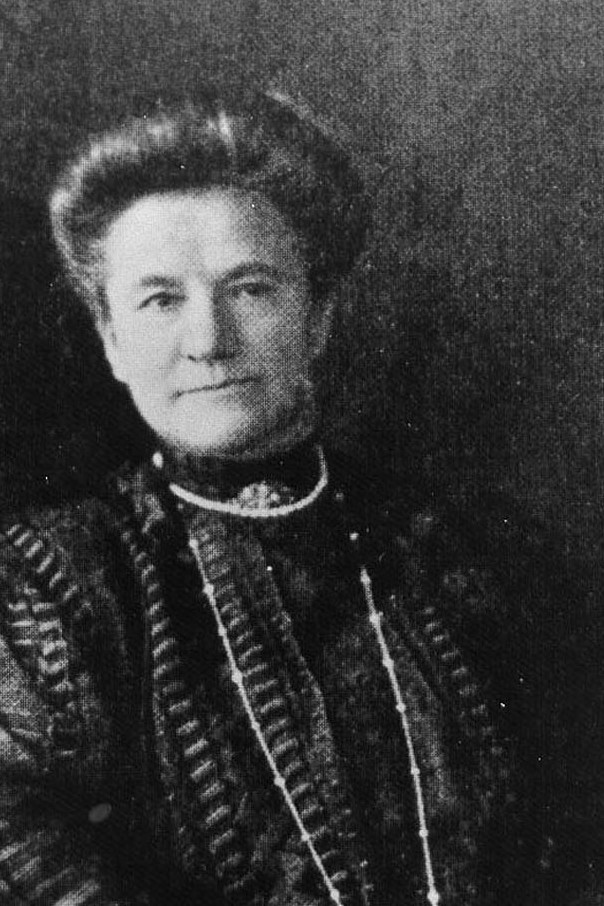
Ida Straus (undatiert).

Rosalie Ida Straus, geborene Blün, (* 6. Februar 1849 in Worms; † 15. April 1912 im Nordatlantik beim Untergang der Titanic) war die Ehefrau des deutsch-amerikanischen Geschäftsmanns und Politikers Isidor Straus, der Mitinhaber des New Yorker Kaufhauses Macy’s war.

## Leben

Hochzeitsporträt von Ida und Isidor Straus aus dem Jahr 1871.

Ida Straus kam am 6. Februar 1849 als Tochter von Wilhelmine (geborene Freudenberg) und Nathan Blün in Worms zur Welt, das damals als Teil der Provinz Rheinhessen zum Großherzogtum Hessen gehörte. Mit ihren Eltern und ihren sechs Geschwistern wanderte sie in die Vereinigten Staaten aus, wo sie 1871 Isidor Straus heiratete. Zeitgenossen sagten dem Paar eine sehr innige Beziehung nach. Sie bekamen sieben Kinder, von denen eines im Kleinkindalter starb.
- Jesse Isidor Straus (1872–1936), heiratete Irma Nathan (1877–1970)
- Clarence Elias Straus (1874–1876), starb als Kleinkind
- Percy Selden Straus (1876–1944), heiratete Edith Abraham (1882–1957)
- Sara Straus (1878–1960), heiratete Dr. Alfred Fabian Hess (1875–1933)
- Minnie Straus (1880–1940), heiratete Richard Weil (1876–1917)
- Herbert Nathan Straus (1881–1933), heiratete Therese Kuhn (1884–1977)
- Vivian Straus (1886–1974), heiratete Dr. Herbert Adolph Scheftel (1875–1914) und George Dixon, Jr. (1891–1956)

Den Winter 1911/1912 verbrachten Ida und Isidor Straus mit ihrer Enkelin Beatrice in Roquebrune-Cap-Martin in Südfrankreich. Anfang April 1912 gingen sie an Bord der Titanic, um in die Vereinigten Staaten zurückzukehren. Begleitet wurden sie von ihrem Dienstboten John Farthing und dem Dienstmädchen Ellen Bird, beides Briten.
Nachdem das Schiff am 14. April 1912 gegen 23:40 Uhr mit einem Eisberg kollidiert war, begab sich das Paar zum Rettungsboot Nr. 8 auf der Backbordseite. Aufgrund seines Alters bot man Isidor Straus an, seine Frau in das Rettungsboot zu begleiten. Straus verzichtete jedoch auf seinen Platz und soll zu Archibald Gracie gesagt haben, dass er nicht vor den anderen Männern gehen werde. Daraufhin weigerte sich Ida Straus ebenfalls, in das Rettungsboot zu steigen. Ihren Entschluss, sich nicht von ihrem Ehemann zu trennen, soll sie mit den Worten “As we have lived, so will we die – together.” („Wie wir gelebt haben, so werden wir sterben – gemeinsam.“) begründet haben. Sie bestand jedoch darauf, dass ihr Dienstmädchen Ellen Bird einen Platz in dem Boot erhielt, und gab ihr ihren Mantel mit, da sie selbst ihn nicht mehr brauchen werde.

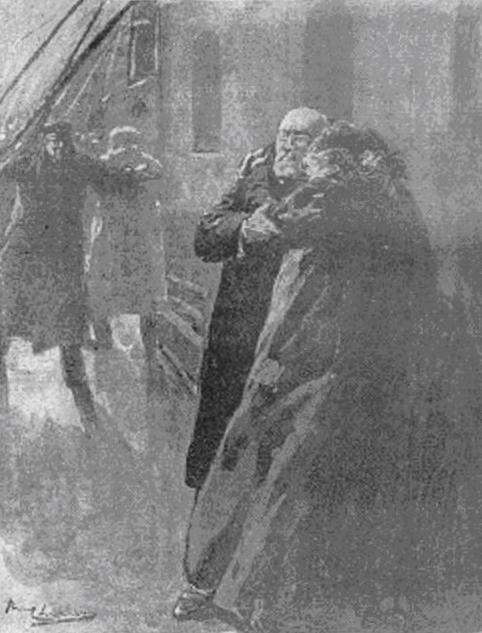
Paul Thiriats 1920 entstandene Zeichnung von Ida und Isidor Straus auf dem Deck der Titanic.

Das Rettungsboot legte daraufhin ohne das Ehepaar Straus ab. Zuletzt wurden sie gesehen, wie sie sich an Deck in den Armen hielten. Eine Zeichnung des Franzosen Paul Thiriat, die am 20. April 1912 in der französischen Ausgabe des Daily Excelsior erschien, stellt diese Szene nach. Beide kamen ums Leben, als das Schiff gegen 2:20 Uhr am frühen Morgen des 15. April 1912 im Nordatlantik versank. Während die Leiche ihres Ehemannes vom Suchschiff Mackay-Bennett geborgen werden konnte, wurden Ida Straus’ sterbliche Überreste nie gefunden.
Die Liebe des unzertrennlichen Paares ist zu einem Mythos geworden und wurde mehrfach in der Populärkultur rezipiert. So zeigte beispielsweise James Cameron in einer fiktiven Szene seiner Titanic-Verfilmung, wie das Ehepaar Straus sich auf dem Bett liegend umarmt, als das Wasser in seine Kabine strömt. In dem Film wurde sie von Elsa Raven verkörpert.
Mehrere Gedenkstätten erinnern an Ida und Isidor Straus, darunter das Isidor und Ida Straus Memorial im Straus Park in Manhattan, das Straus Mausoleum auf dem Woodlawn Cemetery in der Bronx und eine Gedenktafel im New Yorker Kaufhaus Macy’s, dessen Mitinhaber Isidor Straus gewesen war.
Die Musikerin King Princess ist eine Ururenkelin des Paares. Wendy Weil Rush, die Witwe von Stockton Rush, ist ebenfalls eine Ururenkelin.